# Partido de la Opción Personal
El Partido de la Opción Personal (en inglés, Personal Choice Party) fue un partido político de los Estados Unidos. La primera convención estatal del partido se celebró el 22 de mayo de 2004, en la ciudad de Salt Lake, Utah. El partido se creó en 1997 y fue organizado por el Dr. Ken Larsen, un ex mormón oriundo de Utah con un doctorado en Zoología de la Universidad Brigham Young.
Antes de la formación del Partido, Ken Larsen era conocido por ser un activista político y frecuente candidato a numerosos cargos políticos en el Estado de Utah en virtud de la votación de las líneas de varios partidos menores como el Partido Libertario y el Partido Independiente Americano.

## Filosofía
El partido afirma que toda persona tiene libertad de elección y equidad de derechos individuales, adhiriendo a la filosofía de "vive y deja vivir". Exige que, "siempre y cuando no me encuentre perjudicando a nadie, tengo el derecho de elegir la manera en que administro mi tiempo, mi riqueza, mi vida y mi honor". Por todo ello puede ser considerado un partido libertario.

## Participación electoral
Para las elecciones de senadores de 2006 del estado de Utah, su candidato Roger Price recibió el 1,60% de los votos. En Salt Lake logró obtener alrededor del 14% del total de sufragios.
A nivel nacional recibió el 0,017% de los votos, quedando octavo.